# Mohorje
Mohorje je naselje v Občini Velike Lašče.